# ブックメーカー
ブックメーカー（bookmaker）とは、欧米における賭け屋である。bookie（ブッキー）とも呼ぶ。台帳（book）をつける人、すなわち日本ではノミ屋を意味する場合が多い。多くが法人として営業している。「ブックメーカー」という名称だが出版社や書店は意味しない。ブックメーカー方式とパリミュチュエル方式の配当システム（オッズシステム）が一般的である。

## 概説
欧米の賭博は単純明快を旨とする。親の持ち回りで配当が異なるゲームは好まれない。すなわち、ブッキーは胴元ではなく掛け率を提示して客の投票を募り、賭けの結果により勝者に配当をする賭け屋である。親としてカブルことはないので、胴元とは違う。
最初のブックメーカーは定かでないが、1790年にウィリアム・オグデンらが出走馬にオッズをつけたのが企業賭事の始まりと言われる。初めは競馬の歴史にそぐわないという観点で抵抗があったが、徐々に参加者が増えていった。1960年にはイギリス政府公認とされた。
具体的な方法としては、あるレースについて出場が予想される馬にブックメーカーの予想担当者が倍率（オッズ）をつける（ブックメーカー方式の項も参照）。この倍率の付け方こそがブックメーカーの腕の見せ所であり、当然各ブックメーカーによってその倍率は異なる。また、G1等のビッグレースではレースの何ヶ月も前から倍率がつけられ、毎日変動していくことになる。出走が予想される馬に賭けるため出走できるかどうかも賭けのうちであり、実際に出走しない場合でも返金されることはない。賭けが偏ったり巨額の賭けが行われた場合はブックメーカー自身が同業他社の賭けを買うことで損失に対して備える。
ブックメーカーの賭けの対象は、競馬から始まり、徐々に様々なプロスポーツや大学スポーツにひろがっていったが、スポーツ以外の賭けも存在する。その範囲は政治的選択や戦争の行方といったものから（ただし、イギリスでは、戦争に賭けることはタブーとされている）、クリスマスに雪が降るかどうかというものまで非常に幅広い。
ブックメーカーは、国によって法律上の扱いが異なる。イギリスでは合法で免許制、アメリカ合衆国ではネバダ州など一部の州を除き非合法である。シンガポールやカナダなどいくつかの国では公営のブックメーカーのみが許可されている。
日本では、高校野球を賭けの対象とした「野球賭博」や「相撲賭博」などで処罰された例もある。ノミ屋でない限り、公営競技の投票券等を購入することは違法では無い。

## ブックメーカーの主な対象
サッカー、野球、バスケットボール、アメリカンフットボール等のメジャースポーツが主な対象となっているが、スポーツ以外でも、アカデミー賞の授賞者、次のジェームズ・ボンドを演じる役者等もベッティングの対象になる場合がある。また、アメリカ合衆国大統領選挙などの政治的なイベントも賭け対象として提供されている。例えば、2024年アメリカ合衆国大統領選挙は、Bet365などの国際的なブックメーカーによってオッズが提供されていた。

## 倍率の表示方法
ブックメーカーの場合、オッズの表示はフラクショナル（分数）とデシマル（少数）と選べるようになっている。パリミュチュエル方式に慣れた日本人にはデシマル表示を選ぶ人が多い。フラクショナル表示は、3.0倍の場合は2対1（2-1、2/1、2:1）と比の形式で表示される。左側の数字（前項）は投票の引き受け手側（胴元側）、右側の数字（後項）は投票者側を意味するとされている。
ブックメーカーの倍率表示から小数の倍率に換算する場合は、「（左側の数字+右側の数字）÷右側の数字」の式となる。また1対1の場合はevens（または略してevs）と表示される場合もある。

## ブックメーカーから派生したテレビ作品
1991年4月 - 1992年3月にフジテレビ（東京ローカルホイチョイ・プロダクション製作のマーケット3部作の1つ）の深夜番組で『TVブックメーカー』という番組が放送された。この番組は直近に行われるスポーツ・文化イベントやニュースの話題などを毎週数点取り上げ、司会者（オッズメーカー）がその結果に関しての倍率を提示。またその関連の資料・話題を見ながらベッター（パネリスト）が番組独自の通貨「カノッサ」を使い予想を立てるというもので、ときにはカノッサを使い果たしたパネリストが「せんべい」をベットする一幕も見られた。『TVブックメーカー』の元スタッフがリメイクした番組『デリバティブTV』（テレビ東京）も参照のこと。

## インターネットの普及
インターネットの普及により、タックス・ヘイヴンなどに本拠を置くブックメーカーが増えている。またクレジットカードによる決済手段は客側にもブックメーカー側にもメリットがあり、2000年代に入るとまたたくまに広まった。
競馬の払戻率についてはフランス（フランスギャロ）が2007年より85％へ、日本（中央競馬）も2008年から特定のレースに限り80％へ率を引き上げた（JRAプレミアム）が、ブックメーカーによっては95％の高払戻率を謳って対抗する動きも見られる。
日本でもインターネット上で海外のブックメーカーの情報を扱うサイトも増えてきており、Bet in Japanなどでは海外のブックメーカーのオッズや最新ニュースなどを日本語で提供している。

## 日本

### 罰則
日本国内では国が特別に認定した運営者以外（公営競技、宝くじなど）がギャンブルを開設すること、参加すること共に禁止しており、違反者には刑事罰が科される。

また、経済的に破綻した場合でも破産法・民事再生法による保護を原則として受けられない。

しかし、海外に拠点を置き現地の法律で合法に営業しているブックメーカーを罰する法律は存在しない。

### 国内の詐欺事案
2012年8月、イギリスのブックメーカーを使い違法に出資金を集めたとし、出資者らが投資会社に計約2億9100万円の損害賠償を求める事件が発生。大阪の投資会社「スピーシー（代表：田中慎）」及びその勧誘者らは、2011年頃からマルチ商法的な手法により被害者らに「100%リスクがない」「月3〜10%の配当が得られる」などと宣伝し資金を募集したものの、2012年5月以降は配当を停止する状態に陥った。
これらに対し、原告らは同社が全国1000人以上から計数百億円にも上る出資金を集めたと見ており、同社商法を「破綻必至を前提とした悪質な詐欺商法」とした上で、同社だけでなく出資者を募集した最上位勧誘者らの不法行為責任の追及についても視野に入れている。

## 主なブックメーカー運営企業
- bet365
- Betway
- ウィリアムヒル
- ラドブロークス（英語版）
- ガーラ・コーラル・グループ（英語版）
- SBOBET
- bwin
- PINNACLE
- Фонбет（ロシア語版）（Fonbet） - ロシアでもっとも古いスポーツブックメーカー。
- Betika（英語版） - アフリカのブックメーカー。スポーツ、eSportsスポーツなどスポーツ関連。